# Лепля
Лепля — река в России, протекает в Ханты-Мансийскоом автономном округе и Свердловской области. Устье реки находится в 675 км по правому берегу реки Северная Сосьва. Длина реки — 169 км, площадь водосборного бассейна — 2060 км².

## Притоки
- 7 км: река без названия
- 10 км: Саклингсос
- 24 км: Сасколынгсос
- 30 км: Маньэква-Анчугсос
- 33 км: Ойкаэквасос
- 60 км: Сунтъя
- 78 км: Маньхомсия
- 89 км: Тарыурсос
- 103 км: Апсия
- 115 км: Оскарколынсос
- 137 км: Хултымъя

## Данные водного реестра
По данным государственного водного реестра России относится к Нижнеобскому бассейновому округу, водохозяйственный участок реки — Северная Сосьва, речной подбассейн реки — Северная Сосьва. Речной бассейн реки — (Нижняя) Обь от впадения Иртыша.
Код объекта в государственном водном реестре — 15020200112115300023577.